# Ifaty
Ifaty regroupe les petits villages balnéaires malgache longeant la baie de Ranobe dans la région Atsimo-Andrefana. Il se situee à une trentaine de kilomètres au Nord de Toliara, sur la route nationale 9 (RN9). Le village d'Ifaty est aussi un village de pêcheurs constitué principalement de Vezo et Masikoro.

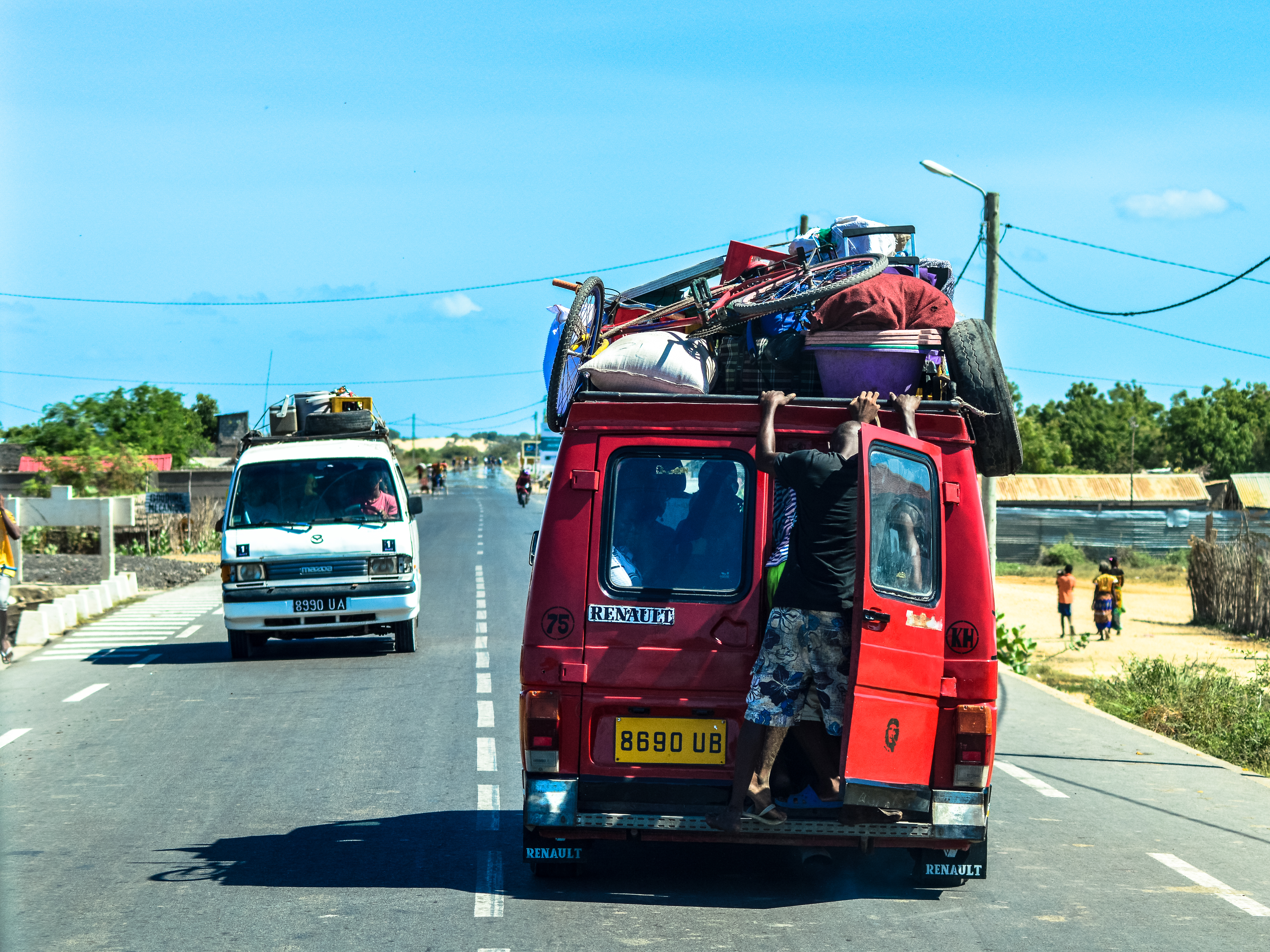
Taxi-bus reliant Toliara à Ifaty.